# Laimutė Matkevičienė
Laimutė Matkevičienė (ur. 22 października 1957 w Koszedarach) – litewska magister, lekarz i polityk. Posłanka na Sejm Republiki Litewskiej.

## Życiorys
W 1983 ukończyła Kaunas Medical Institute (obecnie Litewski Uniwersytet Nauk o Zdrowiu). W 2004 roku uzyskała tytuł magistra zarządzania zdrowiem na Uniwersytecie Medycznym w Kownie. W latach 1986–2001 pracowała jako lekarz rodzinny, pediatra w klinice ambulatoryjnej w Żośle. następnie w latach 1997-2001 była lekarzem w Koszedarach. Od 2001 terapeutka i dyrektor w Szpitalu w Elektrenach.
W 2016 przyjęła propozycję kandydowania do Sejmu z ramienia Litewskiego Związku Rolników i Zielonych. W wyborach w 2016 uzyskała mandat posła na Sejm Republiki Litewskiej.